# ФК Беса Каваја
Фудбалски клуб Беса Каваја (алб. Klubi Sportiv Besa Kavajë) је албански професионални фудбалски клуб из Каваје, који се тренутно такмичи у Првој лиги Албаније, другом рангу такмичења. Клуб је у сезони 2010/11 испао из Суперлиге Албаније. Игра на стадиону Бесе у граду Каваји, који се налази у истоименој регији. Највећи успеси тима су освајање националног купа 2006/07. и 2009/10.

## Историја клуба
Клуб је основан 1925. године као Спортско-културно друштво Јадран, и под тим именом постоји до 1930. када га мења у СК Каваја. У елитној лиги дебитује 1933. године, када, по први пут мења име у ФК Беса Каваја. У својој историји, клуб је још једном мењао име, кад је у периоду од 1950. до 1958. године носио име Раднички Каваја {алб. Puna Kavajë), да би после 1958 вратио име у ФК Беса Каваја.

## Успеси
- Куп Албаније:
  - Освајач (2): 2006/07, 2009/10.
  - Финалиста (6): 1961, 1962/63, 1970/71, 1971/72, 1980/81, 1991/92.

- Суперкуп Албаније:
  - Освајач (1): 2010.
  - Финалиста (1): 2007.

- Балкански куп:
  - Финалиста (1): 1971.

## ФК Беса Каваја у европским такмичењима
У европским такмичењима први пут учествује у сезони 1972/73.
| Сезона  | Такмичење        | Рунда       | Држава     | Клуб          | Код куће | У гостима |
| ------- | ---------------- | ----------- | ---------- | ------------- | -------- | --------- |
| 1972/73 | УЕФА куп         | 1. коло     | Данска     | Фремад Амагер | 0–0      | 1–1       |
|         |                  | 2. коло     | Шкотска    | Хибернијан    | 1–1      | 1–7       |
| 2007/08 | УЕФА куп         | 1. коло кв. | Србија     | Бежанија      | 0–0      | 2–2       |
|         |                  | 2. коло кв. | Бугарска   | Литекс        | 0–3      | 0–3       |
| 2008    | Интертото куп    | 1. коло     | Кипар      | Етникос Ахнас | 0–0      | 1–1       |
|         |                  | 2. коло     | Швајцарска | Грасхопер     | 0–3      | 1–2       |
| 2010/11 | УЕФА лига Европе | 2. коло кв. | Грчка      | Олимпијакос   | 0-5      | 1-6       |